# Limnichus aurosericeus
Limnichus aurosericeus é uma espécie de insetos coleópteros polífagos pertencente à família Limnichidae.
A autoridade científica da espécie é Jacqueline du Val, tendo sido descrita no ano de 1857.
Trata-se de uma espécie presente no território português.